# Irmengardia didacta
Irmengardia didacta is een krabbensoort uit de familie van de Gecarcinucidae. De wetenschappelijke naam van de soort is voor het eerst geldig gepubliceerd in 1991 door Ng & L. W. H. Tan.